# Mimulopsis elliotii
Mimulopsis elliotii är en akantusväxtart som beskrevs av C. B. Cl.. Mimulopsis elliotii ingår i släktet Mimulopsis och familjen akantusväxter. Inga underarter finns listade i Catalogue of Life.